# Володарская волость (Псковская губерния)
Володарская волость — административно-территориальная единица в составе Островского уезда Псковской губернии РСФСР в 1924 — 1927 годах. Центром был город Остров.
В рамках укрупнения дореволюционных волостей губернии, новая Володарская волость была образована в соответствии с декретом ВЦИК от 10 апреля 1924 года из упразднённых Жеребцовской, Лисинской, Толковской волостей и разделена на сельсоветы: Волосовский, Горбуновский, Калининский, Находкинский, Немоевский, Пальцевский, Малоприезжинский, Рубиловский, Шашковский. В октябре 1925 года были образованы Заборовский, Костыговский сельсоветы, в феврале 1926 года — Бережанский, Волковский, Ульянцевский сельсоветы.
В рамках ликвидации прежней системы административно-территориального деления РСФСР (волостей, уездов и губерний), Володарская волость была упразднена в соответствии с Постановлением Президиума ВЦИК от 1 августа 1927 года, а её территория была включена в состав Островского района Псковского округа Ленинградской области.